# Campionati del mondo di atletica leggera 2013 - Eptathlon
La gara di eptathlon femminile si è svolta tra lunedì 12 agosto e martedì 13 agosto 2013.

## Podio
| Pos.    | Atleta                | Nazionalità | Punti |
| ------- | --------------------- | ----------- | ----- |
| Oro     | Hanna Mel'nyčenko     | Ucraina     | 6586  |
| Argento | Brianne Theisen-Eaton | Canada      | 6530  |
| Bronzo  | Dafne Schippers       | Paesi Bassi | 6477  |

## Situazione pre-gara

### Record
Prima di questa competizione, il record del mondo (WR) e il record dei campionati (CR) erano i seguenti.
| Record                | Prestazione | Atleta                           | Data                                  | Competizione                |
| --------------------- | ----------- | -------------------------------- | ------------------------------------- | --------------------------- |
| Record mondiale       | 7291        | Jackie Joyner-Kersee Stati Uniti | 24 settembre 1988 Seul, Corea del Sud | Giochi della XXIV Olimpiade |
| Record dei campionati | 7128        | Jackie Joyner-Kersee Stati Uniti | 1º settembre 1987 Roma, Italia        | Campionati del mondo 1987   |

### Campioni in carica
I campioni in carica, a livello mondiale e continentale, erano:
| Campione | Atleta                         | Prestazione | Data                                   | Competizione               |
| -------- | ------------------------------ | ----------- | -------------------------------------- | -------------------------- |
| Olimpico | Jessica Ennis Regno Unito      | 6955        | 3-4 agosto 2012 Londra, Regno Unito    | Giochi della XXX Olimpiade |
| Mondiale | Tat'jana Černova Russia        | 6880        | 29-30 agosto 2011 Taegu, Corea del Sud | Campionati del mondo 2011  |
| Europeo  | Antoinette Nana Djimou Francia | 6544        | 29-30 giugno 2012 Helsinki, Finlandia  | Campionati europei 2012    |

### La stagione
Prima di questa gara, l'atleta con la migliore prestazione dell'anno era:
| Pos. | Atleta                  | Prestazione | Data                           |
| ---- | ----------------------- | ----------- | ------------------------------ |
| 1    | Tat'jana Černova Russia | 6623        | 7-8 luglio 2013 Kazan', Russia |

## Risultati
| LEGENDA: | NR | Record Nazionale | PB | Primato personale | SB | Primato stagionale |

### 100 metri ostacoli
| Pos. | Batteria | Atleta                    | Nazionalità | Risultato | Punti | Note |
| ---- | -------- | ------------------------- | ----------- | --------- | ----- | ---- |
| 1    | 4        | Brianne Theisen-Eaton     | Canada      | 13.17     | 1099  |      |
| 2    | 4        | Hanna Mel'nyčenko         | Ucraina     | 13.29     | 1081  |      |
| 3    | 4        | Dafne Schippers           | Paesi Bassi | 13.30     | 1080  | SB   |
| 4    | 4        | Antoinette Nana Djimou    | Francia     | 13.36     | 1071  | SB   |
| 5    | 3        | Grit Šadeiko              | Estonia     | 13.40     | 1065  | SB   |
| 6    | 4        | Karolina Tymińska         | Polonia     | 13.48     | 1053  |      |
| 7    | 4        | Katarina Johnson-Thompson | Regno Unito | 13.49     | 1052  |      |
| 8    | 2        | Linda Züblin              | Svizzera    | 13.51     | 1049  | PB   |
| 8    | 3        | Sharon Day                | Stati Uniti | 13.51     | 1049  | PB   |
| 10   | 4        | Claudia Rath              | Germania    | 13.55     | 1043  |      |
| 11   | 2        | Yasmina Omrani            | Algeria     | 13.57     | 1040  | PB   |
| 12   | 3        | Ellen Sprunger            | Svizzera    | 13.68     | 1024  |      |
| 13   | 4        | Erica Bougard             | Stati Uniti | 13.69     | 1023  |      |
| 14   | 3        | Makeba Alcide             | Saint Lucia | 13.73     | 1017  |      |
| 15   | 2        | Kristina Savickaja        | Russia      | 13.82     | 1004  | SB   |
| 16   | 2        | Bettie Wade               | Stati Uniti | 13.84     | 1001  |      |
| 17   | 2        | Kacjaryna Necviataeva     | Bielorussia | 13.87     | 997   |      |
| 18   | 1        | Wassana Winatho           | Thailandia  | 13.88     | 995   | SB   |
| 18   | 3        | Yorgelis Rodríguez        | Cuba        | 13.88     | 995   |      |
| 18   | 3        | Kira Biesenbach           | Germania    | 13.88     | 995   |      |
| 21   | 4        | Laura Ikauniece           | Lettonia    | 13.89     | 994   |      |
| 22   | 2        | Sofía Yfantídou           | Grecia      | 13.93     | 988   |      |
| 23   | 1        | Eliška Klučinová          | Rep. Ceca   | 13.97     | 983   | PB   |
| 24   | 1        | Mari Klaup                | Estonia     | 13.99     | 980   | PB   |
| 25   | 3        | Sofia Linde               | Svezia      | 14.02     | 976   |      |
| 26   | 1        | Györgyi Zsivóczky-Farkas  | Ungheria    | 14.09     | 966   |      |
| 27   | 2        | Jana Maksimava            | Bielorussia | 14.11     | 963   |      |
| 28   | 2        | Nafissatou Thiam          | Belgio      | 14.13     | 960   |      |
| 29   | 1        | Ida Marcussen             | Norvegia    | 14.27     | 941   |      |
| 30   | 1        | Julia Mächtig             | Germania    | 14.38     | 925   |      |
| 31   | 1        | Aleksandra Butvina        | Russia      | 14.52     | 906   |      |
| 32   | 1        | Irina Karpova             | Kazakistan  | 14.54     | 903   |      |
| 33   | 3        | Nadine Broersen           | Paesi Bassi | 14.84     | 863   |      |

### Salto in alto
| Pos. | Gruppo | Atleta                    | Nazionalità | Risultato | Punti | Note | Punti totali | Pos. generale |
| ---- | ------ | ------------------------- | ----------- | --------- | ----- | ---- | ------------ | ------------- |
| 1    | A      | Nafissatou Thiam          | Belgio      | 1.92      | 1132  | PB   | 2092         | 3             |
| 2    | A      | Nadine Broersen           | Paesi Bassi | 1.89      | 1093  |      | 1956         | 17            |
| 3    | A      | Yorgelis Rodríguez        | Cuba        | 1.86      | 1054  | PB   | 2049         | 7             |
| 4    | A      | Eliška Klučinová          | Rep. Ceca   | 1.86      | 1054  | PB   | 2037         | 8             |
| 5    | A      | Hanna Mel'nyčenko         | Ucraina     | 1.86      | 1054  | PB   | 2135         | 1             |
| 6    | A      | Brianne Theisen-Eaton     | Canada      | 1.83      | 1016  |      | 2115         | 2             |
| 7    | A      | Katarina Johnson-Thompson | Regno Unito | 1.83      | 1016  |      | 2068         | 4             |
| 8    | A      | Sharon Day                | Stati Uniti | 1.83      | 1016  |      | 2065         | 5             |
| 9    | B      | Claudia Rath              | Germania    | 1.83      | 1016  | PB   | 2059         | 6             |
| 10   | A      | Bettie Wade               | Stati Uniti | 1.80      | 978   |      | 1979         | 15            |
| 11   | A      | Erica Bougard             | Stati Uniti | 1.80      | 978   |      | 2001         | 12            |
| 12   | A      | Makeba Alcide             | Saint Lucia | 1.80      | 978   |      | 1995         | 13            |
| 13   | A      | Györgyi Zsivóczky-Farkas  | Ungheria    | 1.80      | 978   |      | 1944         | 19            |
| 13   | B      | Laura Ikauniece           | Lettonia    | 1.80      | 978   | SB   | 1972         | 16            |
| 15   | B      | Yasmina Omrani            | Algeria     | 1.77      | 941   | SB   | 1981         | 14            |
| 16   | B      | Kristina Savickaja        | Russia      | 1.77      | 941   | SB   | 1945         | 18            |
| 17   | B      | Grit Šadeiko              | Estonia     | 1.77      | 941   |      | 2006         | 11            |
| 18   | B      | Dafne Schippers           | Paesi Bassi | 1.77      | 941   | SB   | 2021         | 9             |
| 19   | B      | Antoinette Nana Djimou    | Francia     | 1.77      | 941   | SB   | 2012         | 10            |
| 20   | A      | Jana Maksimava            | Bielorussia | 1.74      | 903   |      | 1866         | 24            |
| 21   | A      | Mari Klaup                | Estonia     | 1.74      | 903   |      | 1883         | 22            |
| 22   | A      | Sofia Linde               | Svezia      | 1.74      | 903   |      | 1879         | 23            |
| 22   | A      | Aleksandra Butvina        | Russia      | 1.74      | 903   |      | 1809         | 29            |
| 24   | B      | Kacjaryna Necviataeva     | Bielorussia | 1.74      | 903   | SB   | 1900         | 20            |
| 25   | B      | Kira Biesenbach           | Germania    | 1.71      | 867   |      | 1862         | 25            |
| 26   | B      | Julia Mächtig             | Germania    | 1.71      | 867   |      | 1792         | 31            |
| 27   | B      | Ida Marcussen             | Norvegia    | 1.71      | 867   | SB   | 1808         | 30            |
| 28   | A      | Wassana Winatho           | Thailandia  | 1.68      | 830   |      | 1825         | 28            |
| 29   | B      | Ellen Sprunger            | Svizzera    | 1.68      | 830   |      | 1854         | 26            |
| 29   | B      | Karolina Tymińska         | Polonia     | 1.68      | 830   |      | 1883         | 21            |
| 31   | B      | Linda Züblin              | Svizzera    | 1.65      | 795   | SB   | 1844         | 27            |
| 32   | B      | Sofía Yfantídou           | Grecia      | 1.65      | 795   |      | 1783         | 32            |
| 33   | B      | Irina Karpova             | Kazakistan  | 1.65      | 795   |      | 1698         | 33            |

### Getto del Peso
| Pos. | Gruppo | Atleta                    | Nazionalità | Risultato | Punti | Note | Punti totali | Pos. generale |
| ---- | ------ | ------------------------- | ----------- | --------- | ----- | ---- | ------------ | ------------- |
| 1    | A      | Julia Mächtig             | Germania    | 15.48     | 893   |      | 2685         | 16            |
| 2    | A      | Antoinette Nana Djimou    | Francia     | 14.54     | 830   |      | 2842         | 6             |
| 3    | A      | Jana Maksimava            | Bielorussia | 14.27     | 812   |      | 2678         | 18            |
| 4    | A      | Eliška Klučinová          | Rep. Ceca   | 14.19     | 807   | SB   | 2844         | 5             |
| 5    | A      | Kacjaryna Necviataeva     | Bielorussia | 14.17     | 805   |      | 2705         | 13            |
| 6    | A      | Aleksandra Butvina        | Russia      | 14.16     | 805   |      | 2614         | 25            |
| 7    | A      | Hanna Mel'nyčenko         | Ucraina     | 13.85     | 784   |      | 2919         | 1             |
| 8    | A      | Sofia Linde               | Svezia      | 13.80     | 781   |      | 2660         | 19            |
| 9    | A      | Sharon Day                | Stati Uniti | 14.35     | 817   |      | 2882         | 2             |
| 10   | A      | Kristina Savickaja        | Russia      | 13.75     | 777   |      | 2722         | 11            |
| 11   | A      | Karolina Tymińska         | Polonia     | 13.74     | 777   |      | 2660         | 20            |
| 12   | A      | Nafissatou Thiam          | Belgio      | 13.71     | 775   |      | 2867         | 3             |
| 13   | A      | Nadine Broersen           | Paesi Bassi | 13.46     | 758   |      | 2714         | 12            |
| 14   | A      | Yasmina Omrani            | Algeria     | 13.32     | 749   |      | 2730         | 10            |
| 15   | A      | Györgyi Zsivóczky-Farkas  | Ungheria    | 13.13     | 736   |      | 2680         | 17            |
| 16   | B      | Brianne Theisen-Eaton     | Canada      | 13.07     | 732   |      | 2847         | 4             |
| 17   | A      | Dafne Schippers           | Paesi Bassi | 12.91     | 721   |      | 2742         | 9             |
| 18   | B      | Kira Biesenbach           | Germania    | 12.91     | 721   |      | 2583         | 27            |
| 19   | B      | Sofía Yfantídou           | Grecia      | 12.89     | 720   |      | 2503         | 30            |
| 20   | B      | Claudia Rath              | Germania    | 12.88     | 719   |      | 2778         | 7             |
| 21   | B      | Ellen Sprunger            | Svizzera    | 12.86     | 718   |      | 2572         | 28            |
| 22   | B      | Mari Klaup                | Estonia     | 12.85     | 717   | PB   | 2600         | 26            |
| 23   | B      | Yorgelis Rodríguez        | Cuba        | 12.83     | 716   |      | 2765         | 8             |
| 24   | A      | Bettie Wade               | Stati Uniti | 12.79     | 713   |      | 2692         | 15            |
| 25   | B      | Linda Züblin              | Svizzera    | 12.51     | 695   |      | 2539         | 29            |
| 26   | B      | Laura Ikauniece           | Lettonia    | 12.36     | 685   |      | 2657         | 21            |
| 27   | B      | Ida Marcussen             | Norvegia    | 12.31     | 682   |      | 2490         | 31            |
| 28   | B      | Irina Karpova             | Kazakistan  | 11.92     | 656   | SB   | 2354         | 33            |
| 29   | B      | Wassana Winatho           | Thailandia  | 11.86     | 652   |      | 2477         | 32            |
| 30   | B      | Makeba Alcide             | Saint Lucia | 11.82     | 649   |      | 2644         | 22            |
| 31   | B      | Katarina Johnson-Thompson | Regno Unito | 11.52     | 629   |      | 2697         | 14            |
| 32   | B      | Grit Šadeiko              | Estonia     | 11.49     | 627   |      | 2633         | 23            |
| 33   | B      | Erica Bougard             | Stati Uniti | 11.27     | 613   | PB   | 2614         | 24            |

### 200 metri
| Pos. | Batteria | Atleta                    | Nazionalità | Risultato | Punti | Note | Punti totali | Pos. generale |
| ---- | -------- | ------------------------- | ----------- | --------- | ----- | ---- | ------------ | ------------- |
| 1    | 5        | Dafne Schippers           | Paesi Bassi | 22.84     | 1095  | SB   | 3837         | 2             |
| 2    | 5        | Katarina Johnson-Thompson | Regno Unito | 23.37     | 1042  | PB   | 3739         | 5             |
| 3    | 5        | Ellen Sprunger            | Svizzera    | 23.39     | 1040  | PB   | 3612         | 12            |
| 4    | 5        | Hanna Mel'nyčenko         | Ucraina     | 23.87     | 993   |      | 3912         | 1             |
| 5    | 5        | Karolina Tymińska         | Polonia     | 24.13     | 968   |      | 3628         | 11            |
| 6    | 4        | Brianne Theisen-Eaton     | Canada      | 24.18     | 963   |      | 3810         | 4             |
| 7    | 4        | Claudia Rath              | Germania    | 24.27     | 955   |      | 3733         | 7             |
| 8    | 4        | Sharon Day                | Stati Uniti | 24.28     | 954   |      | 3836         | 3             |
| 9    | 4        | Grit Šadeiko              | Estonia     | 24.46     | 937   |      | 3570         | 16            |
| 10   | 5        | Erica Bougard             | Stati Uniti | 24.59     | 925   |      | 3539         | 19            |
| 11   | 4        | Laura Ikauniece           | Lettonia    | 24.73     | 912   |      | 3569         | 16            |
| 12   | 2        | Yasmina Omrani            | Algeria     | 24.75     | 910   | SB   | 3640         | 10            |
| 13   | 4        | Yorgelis Rodríguez        | Cuba        | 24.77     | 908   |      | 3673         | 9             |
| 14   | 3        | Bettie Wade               | Stati Uniti | 24.87     | 899   |      | 3591         | 14            |
| 15   | 3        | Eliška Klučinová          | Rep. Ceca   | 24.91     | 895   |      | 3739         | 5             |
| 16   | 2        | Wassana Winatho           | Thailandia  | 24.94     | 892   | SB   | 3369         | 28            |
| 17   | 3        | Antoinette Nana Djimou    | Francia     | 24.95     | 891   |      | 3733         | 7             |
| 18   | 4        | Makeba Alcide             | Saint Lucia | 24.96     | 890   |      | 3534         | 20            |
| 19   | 2        | Nadine Broersen           | Paesi Bassi | 25.01     | 886   | PB   | 3600         | 13            |
| 19   | 2        | Linda Züblin              | Svizzera    | 25.01     | 886   | SB   | 3425         | 27            |
| 21   | 3        | Kacjaryna Necviataeva     | Bielorussia | 25.09     | 879   |      | 3584         | 15            |
| 22   | 2        | Kristina Savickaja        | Russia      | 25.43     | 848   |      | 3570         | 16            |
| 23   | 3        | Julia Mächtig             | Germania    | 25.45     | 846   |      | 3531         | 21            |
| 24   | 1        | Mari Klaup                | Estonia     | 25.54     | 838   | PB   | 3438         | 26            |
| 25   | 1        | Ida Marcussen             | Norvegia    | 25.59     | 833   |      | 3323         | 29            |
| 26   | 3        | Nafissatou Thiam          | Belgio      | 25.61     | 832   |      | 3699         | 8             |
| 27   | 2        | Sofia Linde               | Svezia      | 26.64     | 829   |      | 3489         | 24            |
| 28   | 1        | Györgyi Zsivóczky-Farkas  | Ungheria    | 25.66     | 827   |      | 3507         | 22            |
| 29   | 3        | Aleksandra Butvina        | Russia      | 25.68     | 825   |      | 3439         | 24            |
| 30   | 1        | Jana Maksimava            | Bielorussia | 25.77     | 817   |      | 3495         | 23            |
| 31   | 1        | Sofía Yfantídou           | Grecia      | 25.94     | 802   | SB   | 3305         | 30            |
| 32   | 1        | Irina Karpova             | Kazakistan  | 26.50     | 754   |      | 3108         | 31            |

Kira Biesenbach si è ritirata dalla competizione prima dell'inizio della prova

### Salto in lungo
| Pos. | Gruppo | Atleta                    | Nazionalità | Risultato | Punti | Note | Punti totali | Pos. generale |
| ---- | ------ | ------------------------- | ----------- | --------- | ----- | ---- | ------------ | ------------- |
| 1    | A      | Claudia Rath              | Germania    | 6.67      | 1062  | PB   | 4795         | 3             |
| 2    | A      | Katarina Johnson-Thompson | Regno Unito | 6.56      | 1027  | PB   | 4766         | 5             |
| 3    | A      | Hanna Mel'nyčenko         | Ucraina     | 6.49      | 1004  | SB   | 4916         | 1             |
| 4    | A      | Brianne Theisen-Eaton     | Canada      | 6.37      | 965   | PB   | 4775         | 4             |
| 5    | A      | Dafne Schippers           | Paesi Bassi | 6.35      | 959   |      | 4796         | 2             |
| 6    | A      | Karolina Tymińska         | Polonia     | 6.32      | 949   |      | 4577         | 9             |
| 7    | A      | Linda Züblin              | Svizzera    | 6.23      | 921   | SB   | 4346         | 21            |
| 8    | B      | Ellen Sprunger            | Svizzera    | 6.16      | 899   | PB   | 4511         | 12            |
| 9    | A      | Györgyi Zsivóczky-Farkas  | Ungheria    | 6.16      | 899   |      | 4406         | 18            |
| 10   | A      | Nadine Broersen           | Paesi Bassi | 6.13      | 890   |      | 4490         | 13            |
| 11   | A      | Eliška Klučinová          | Rep. Ceca   | 6.12      | 887   |      | 4626         | 6             |
| 12   | B      | Kristina Savickaja        | Russia      | 6.11      | 883   |      | 4453         | 15            |
| 13   | A      | Nafissatou Thiam          | Belgio      | 6.11      | 883   |      | 4582         | 8             |
| 14   | A      | Grit Šadeiko              | Estonia     | 6.11      | 883   |      | 4453         | 14            |
| 15   | B      | Ida Marcussen             | Norvegia    | 6.08      | 874   |      | 4197         | 29            |
| 16   | A      | Julia Mächtig             | Germania    | 6.07      | 871   |      | 4402         | 19            |
| 17   | A      | Erica Bougard             | Stati Uniti | 6.01      | 853   |      | 4392         | 20            |
| 18   | B      | Yorgelis Rodríguez        | Cuba        | 6.00      | 850   | SB   | 4523         | 11            |
| 19   | A      | Antoinette Nana Djimou    | Francia     | 5.97      | 840   |      | 4573         | 10            |
| 20   | A      | Laura Ikauniece           | Lettonia    | 5.96      | 837   |      | 4406         | 17            |
| 21   | B      | Sofía Yfantídou           | Grecia      | 5.85      | 804   |      | 4109         | 31            |
| 22   | B      | Yasmina Omrani            | Algeria     | 5.82      | 795   |      | 4435         | 16            |
| 23   | B      | Aleksandra Butvina        | Russia      | 5.81      | 792   |      | 4231         | 27            |
| 24   | B      | Sofia Linde               | Svezia      | 5.80      | 789   |      | 4278         | 24            |
| 25   | B      | Sharon Day                | Stati Uniti | 5.79      | 786   |      | 4622         | 7             |
| 26   | B      | Mari Klaup                | Estonia     | 5.77      | 780   |      | 4218         | 28            |
| 27   | B      | Jana Maksimava            | Bielorussia | 5.77      | 780   |      | 4275         | 25            |
| 28   | B      | Wassana Winatho           | Thailandia  | 5.76      | 777   |      | 4146         | 30            |
| 29   | B      | Kacjaryna Necviataeva     | Bielorussia | 5.67      | 750   |      | 4334         | 22            |
| 30   | B      | Makeba Alcide             | Saint Lucia | 5.62      | 735   |      | 4269         | 26            |
| 31   | B      | Bettie Wade               | Stati Uniti | 5.61      | 732   |      | 4323         | 23            |
| 32   | B      | Irina Karpova             | Kazakistan  | 5.54      | 712   | SB   | 3820         | 32            |

### Lancio del Giavellotto
| Pos. | Gruppo | Atleta                    | Nazionalità | Risultato | Punti | Note | Punti totali | Pos. generale |
| ---- | ------ | ------------------------- | ----------- | --------- | ----- | ---- | ------------ | ------------- |
| 1    | A      | Sofía Yfantídou           | Grecia      | 53.66     | 931   |      | 5040         | 23            |
| 2    | A      | Antoinette Nana Djimou    | Francia     | 52.47     | 908   |      | 5481         | 4             |
| 3    | A      | Laura Ikauniece           | Lettonia    | 50.75     | 875   | SB   | 5281         | 11            |
| 4    | A      | Mari Klaup                | Estonia     | 50.15     | 863   | PB   | 5081         | 20            |
| 5    | A      | Linda Züblin              | Svizzera    | 49.64     | 853   | SB   | 5199         | 14            |
| 6    | A      | Ida Marcussen             | Norvegia    | 49.26     | 846   |      | 5043         | 22            |
| 7    | A      | Nadine Broersen           | Paesi Bassi | 47.48     | 811   |      | 5301         | 10            |
| 8    | A      | Sharon Day                | Stati Uniti | 47.17     | 805   |      | 5427         | 7             |
| 9    | A      | Eliška Klučinová          | Rep. Ceca   | 45.76     | 778   |      | 5404         | 8             |
| 10   | A      | Brianne Theisen-Eaton     | Canada      | 45.64     | 776   | SB   | 5551         | 2             |
| 11   | A      | Györgyi Zsivóczky-Farkas  | Ungheria    | 45.43     | 772   |      | 5178         | 16            |
| 12   | A      | Jana Maksimava            | Bielorussia | 45.41     | 771   | PB   | 5046         | 21            |
| 13   | A      | Julia Mächtig             | Germania    | 44.74     | 758   |      | 5160         | 17            |
| 14   | A      | Yorgelis Rodríguez        | Cuba        | 44.66     | 757   |      | 5280         | 12            |
| 15   | A      | Nafissatou Thiam          | Belgio      | 43.64     | 737   |      | 5319         | 9             |
| 16   | B      | Hanna Mel'nyčenko         | Ucraina     | 41.87     | 703   | SB   | 5619         | 1             |
| 17   | B      | Wassana Winatho           | Thailandia  | 41.74     | 701   | PB   | 4847         | 30            |
| 18   | B      | Dafne Schippers           | Paesi Bassi | 41.47     | 696   | PB   | 5492         | 3             |
| 19   | B      | Katarina Johnson-Thompson | Regno Unito | 40.86     | 684   | PB   | 5450         | 5             |
| 20   | B      | Karolina Tymińska         | Polonia     | 40.61     | 679   |      | 5256         | 13            |
| 21   | B      | Ellen Sprunger            | Svizzera    | 40.41     | 675   |      | 5186         | 15            |
| 22   | B      | Aleksandra Butvina        | Russia      | 40.30     | 673   |      | 4904         | 28            |
| 23   | B      | Sofia Linde               | Svezia      | 40.13     | 670   |      | 4948         | 26            |
| 24   | B      | Yasmina Omrani            | Algeria     | 39.26     | 653   |      | 5088         | 18            |
| 25   | B      | Claudia Rath              | Germania    | 39.04     | 649   |      | 5444         | 6             |
| 26   | B      | Kacjaryna Necviataeva     | Bielorussia | 38.60     | 640   |      | 4974         | 24            |
| 27   | B      | Bettie Wade               | Stati Uniti | 38.23     | 633   |      | 4956         | 25            |
| 28   | A      | Kristina Savickaja        | Russia      | 38.21     | 633   |      | 5086         | 19            |
| 29   | B      | Makeba Alcide             | Saint Lucia | 37.09     | 612   | PB   | 4881         | 29            |
| 30   | B      | Erica Bougard             | Stati Uniti | 32.62     | 526   |      | 4918         | 27            |

Grit Šadeiko e Irina Karpova si sono ritirate dalla competizione prima dell'inizio della prova.

### 800 metri
| Pos. | Batterie | Atleta                    | Nazionalità | Risultato | Punti | Note |
| ---- | -------- | ------------------------- | ----------- | --------- | ----- | ---- |
| 1    | 3        | Claudia Rath              | Germania    | 2:06.43   | 1018  | PB   |
| 2    | 2        | Karolina Tymińska         | Polonia     | 2:06.64   | 1014  | SB   |
| 3    | 3        | Katarina Johnson-Thompson | Regno Unito | 2:07.64   | 999   | PB   |
| 4    | 3        | Dafne Schippers           | Paesi Bassi | 2:08.62   | 985   | PB   |
| 5    | 3        | Sharon Day                | Stati Uniti | 2:08.94   | 980   | PB   |
| 6    | 3        | Brianne Theisen-Eaton     | Canada      | 2:09.03   | 979   | PB   |
| 7    | 3        | Hanna Mel'nyčenko         | Ucraina     | 2:09.85   | 967   | PB   |
| 8    | 1        | Ida Marcussen             | Norvegia    | 2:10.83   | 953   |      |
| 9    | 2        | Jana Maksimava            | Bielorussia | 2:11.96   | 936   | SB   |
| 10   | 3        | Eliška Klučinová          | Rep. Ceca   | 2:12.50   | 928   | PB   |
| 11   | 1        | Kacjaryna Necviataeva     | Bielorussia | 2:12.54   | 928   |      |
| 12   | 3        | Nadine Broersen           | Paesi Bassi | 2:12.89   | 923   | PB   |
| 13   | 1        | Erica Bougard             | Stati Uniti | 2:13.72   | 911   |      |
| 14   | 1        | Aleksandra Butvina        | Russia      | 2:14.14   | 905   |      |
| 15   | 2        | Yasmina Omrani            | Algeria     | 2:14.81   | 895   | SB   |
| 16   | 2        | Ellen Sprunger            | Svizzera    | 2:14.83   | 895   | SB   |
| 17   | 2        | Györgyi Zsivóczky-Farkas  | Ungheria    | 2:15.28   | 889   | SB   |
| 18   | 2        | Laura Ikauniece           | Lettonia    | 2:16.05   | 878   |      |
| 19   | 1        | Sofia Linde               | Svezia      | 2:16.34   | 874   | PB   |
| 20   | 1        | Makeba Alcide             | Saint Lucia | 2:16.65   | 870   |      |
| 21   | 2        | Yorgelis Rodríguez        | Cuba        | 2:16.74   | 868   | PB   |
| 22   | 2        | Julia Mächtig             | Germania    | 2:17.28   | 861   |      |
| 23   | 2        | Linda Züblin              | Svizzera    | 2:17.50   | 858   |      |
| 24   | 1        | Sofía Yfantídou           | Grecia      | 2:17.74   | 854   | SB   |
| 25   | 3        | Antoinette Nana Djimou    | Francia     | 2:18.44   | 845   |      |
| 26   | 2        | Mari Klaup                | Estonia     | 2:18.57   | 843   | SB   |
| 27   | 1        | Wassana Winatho           | Thailandia  | 2:19.97   | 824   |      |
| 28   | 1        | Bettie Wade               | Stati Uniti | 2:20.87   | 812   |      |
| 29   | 3        | Nafissatou Thiam          | Belgio      | 2:25.43   | 751   |      |

Kristina Savickaja si è ritirata dalla competizione prima dell'inizio della prova.

## Classifica finale
| Pos. | Atleta                    | Nazionalità | Punti | Note |
| ---- | ------------------------- | ----------- | ----- | ---- |
|      | Hanna Mel'nyčenko         | Ucraina     | 6586  | PB   |
|      | Brianne Theisen-Eaton     | Canada      | 6530  | PB   |
|      | Dafne Schippers           | Paesi Bassi | 6477  | NR   |
| 4    | Claudia Rath              | Germania    | 6462  | PB   |
| 5    | Katarina Johnson-Thompson | Regno Unito | 6449  | PB   |
| 6    | Sharon Day                | Stati Uniti | 6407  |      |
| 7    | Eliška Klučinová          | Rep. Ceca   | 6332  | NR   |
| 8    | Antoinette Nana Djimou    | Francia     | 6326  | SB   |
| 9    | Karolina Tymińska         | Polonia     | 6270  |      |
| 10   | Nadine Broersen           | Paesi Bassi | 6224  |      |
| 11   | Laura Ikauniece           | Lettonia    | 6159  |      |
| 12   | Yorgelis Rodríguez        | Cuba        | 6148  |      |
| 13   | Ellen Sprunger            | Svizzera    | 6081  | SB   |
| 14   | Nafissatou Thiam          | Belgio      | 6070  |      |
| 15   | Györgyi Zsivóczky-Farkas  | Ungheria    | 6067  |      |
| 16   | Linda Züblin              | Svizzera    | 6057  | PB   |
| 17   | Julia Mächtig             | Germania    | 6021  |      |
| 18   | Ida Marcussen             | Norvegia    | 5996  |      |
| 19   | Yasmina Omrani            | Algeria     | 5983  | PB   |
| 20   | Jana Maksimava            | Bielorussia | 5982  |      |
| 21   | Mari Klaup                | Estonia     | 5924  |      |
| 22   | Kacjaryna Necviataeva     | Bielorussia | 5902  |      |
| 23   | Sofía Yfantídou           | Grecia      | 5894  | SB   |
| 24   | Erica Bougard             | Stati Uniti | 5829  |      |
| 25   | Sofia Linde               | Svezia      | 5822  |      |
| 26   | Aleksandra Butvina        | Russia      | 5809  |      |
| 27   | Bettie Wade               | Stati Uniti | 5768  |      |
| 28   | Makeba Alcide             | Saint Lucia | 5751  |      |
| 29   | Wassana Winatho           | Thailandia  | 5671  |      |
|      | Grit Šadeiko              | Estonia     | DNF   |      |
|      | Kristina Savickaja        | Russia      | DNF   |      |
|      | Kira Biesenbach           | Grecia      | DNF   |      |
|      | Irina Karpova             | Kazakistan  | DNF   |      |